# Edward Despard
 (juin 2023).
La mise en forme du texte ne suit pas les recommandations de Wikipédia : il faut le « wikifier ».
Les points d'amélioration suivants sont les cas les plus fréquents. Le détail des points à revoir est peut-être précisé sur la page de discussion.
- Les titres sont pré-formatés par le logiciel. Ils ne sont ni en capitales, ni en gras.
- Le texte ne doit pas être écrit en capitales (les noms de famille non plus), ni en gras, ni en italique, ni en « petit »…
- Le gras n'est utilisé que pour surligner le titre de l'article dans l'introduction, une seule fois.
- L'italique est rarement utilisé : mots en langue étrangère, titres d'œuvres, noms de bateaux, etc.
- Les citations ne sont pas en italique mais en corps de texte normal. Elles sont entourées par des guillemets français : « et ».
- Les listes à puces sont à éviter, des paragraphes rédigés étant largement préférés. Les tableaux sont à réserver à la présentation de données structurées (résultats, etc.).
- Les appels de note de bas de page (petits chiffres en exposant, introduits par l'outil «  Source ») sont à placer entre la fin de phrase et le point final[comme ça].
- Les liens internes (vers d'autres articles de Wikipédia) sont à choisir avec parcimonie. Créez des liens vers des articles approfondissant le sujet. Les termes génériques sans rapport avec le sujet sont à éviter, ainsi que les répétitions de liens vers un même terme.
- Les liens externes sont à placer uniquement dans une section « Liens externes », à la fin de l'article. Ces liens sont à choisir avec parcimonie suivant les règles définies. Si un lien sert de source à l'article, son insertion dans le texte est à faire par les notes de bas de page.
- La présentation des références doit suivre les conventions bibliographiques. Il est recommandé d'utiliser les modèles {{Ouvrage}}, {{Chapitre}}, {{Article}}, {{Lien web}} et/ou {{Bibliographie}}. Le mode d'édition visuel peut mettre en forme automatiquement les références.
- Insérer une infobox (cadre d'informations à droite) n'est pas obligatoire pour parachever la mise en page.

Pour une aide détaillée, merci de consulter Aide:Wikification.
Si vous pensez que ces points ont été résolus, vous pouvez retirer ce bandeau et améliorer la mise en forme d'un autre article.
Edouard Marcus Despard (1751 - 21 février 1803) était un officier irlandais au service de la Couronne britannique. Il acquit une notoriété en tant qu'administrateur colonial pour avoir refusé toute distinction raciale dans la loi et, après son rappel à Londres, en tant que conspirateur républicain. Les liens de Despard avec la London Corresponding Society, les United Irishmen et les United Britons ont conduit à son procès et à son exécution en 1803 en tant que meneur présumé d'un complot visant à assassiner le roi.

## Irlande et service militaire dans les Caraïbes

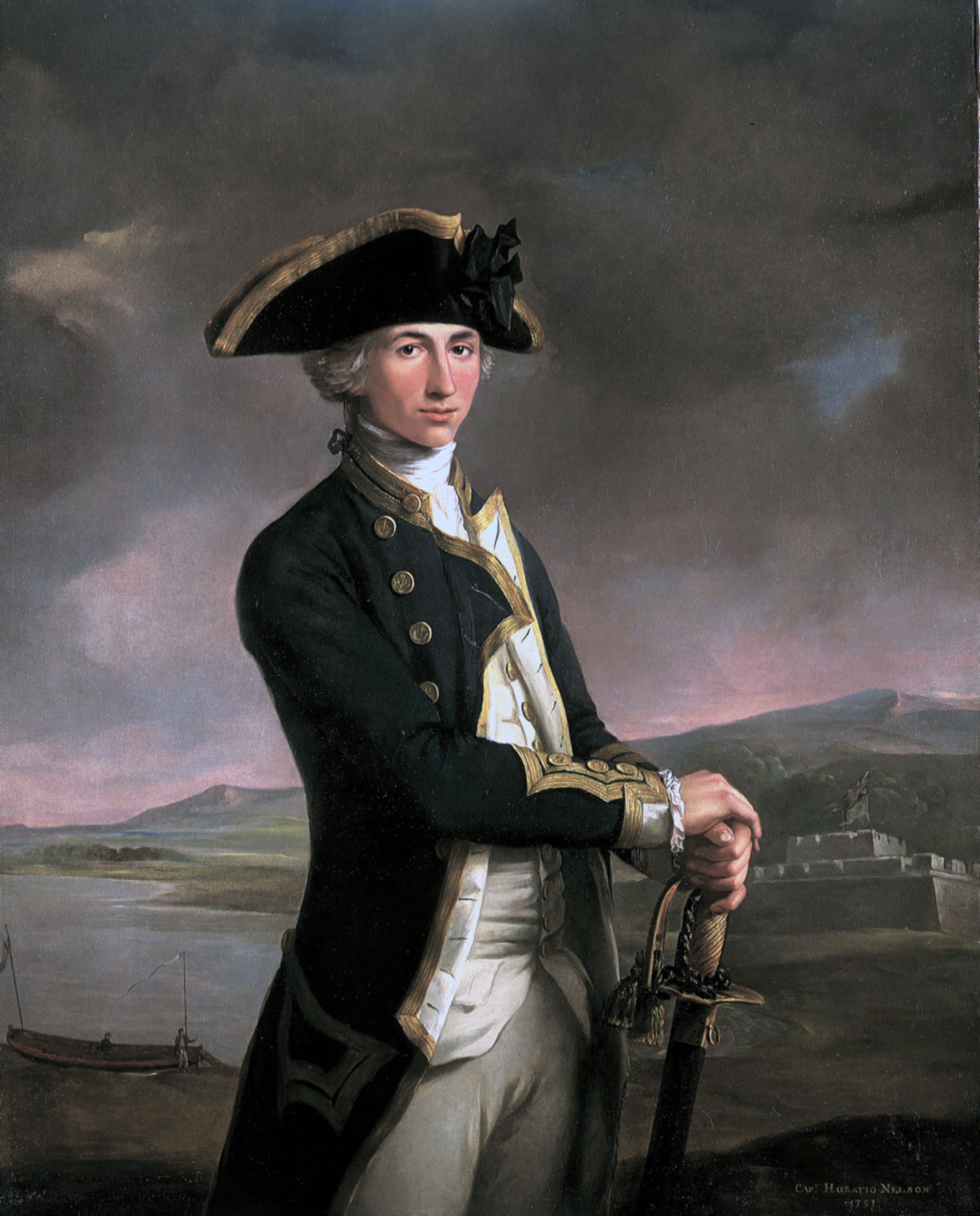
Un ami du service antillais, Horatio Nelson

Edward Despard est né en 1751 à Coolrain, Camross, Queen's County, dans le Royaume d'Irlande, le plus jeune des huit enfants survivants (six fils, deux filles) de William Despard, un propriétaire terrien protestant d'origine huguenote, et de Jane Despard (née Walsh ). Avec la noblesse voisine, son père et son grand-père agrandirent leur domaine en enclosant des terres qui étaient traditionnellement des communs. Cela a contribué, dans les années d'enfance de Despard, aux contestations des Whiteboys (bien rappelées par sa nièce).
Despard a fréquenté l'école Quaker de Ballitore, comté de Kildare, qui, au-delà de l'alphabétisation de base, enseignait les mathématiques, les classiques et, cas unique en Irlande, les langues modernes. Dès l'âge de huit ans, Despard commença à acquérir « le caractère, les manières et les habitudes d'un gentilhomme et d'un soldat » comme page dans la maison de Lord Hertford, ambassadeur en France (1763 –65) et Lord Lieutenant d'Irlande (1765–66). Il est possible que le jeune Despard ait rencontré David Hume à Paris, où le philosophe et historien écossais des Lumières a fréquenté Hertford en tant que secrétaire de l'ambassade.
En 1766, âgé de quinze ans, Despard suivit ses frères aînés - dont l'un, John Despard (1745–1829), devait atteindre le grade de général à part entière - dans l'armée britannique. Il s'est inscrit comme enseigne dans le 50th Foot.
Affecté avec son régiment en Jamaïque, Despard servit comme ingénieur des travaux de défense et en 1772 fut promu lieutenant. Son travail l'obligeait à diriger des «équipages hétéroclites», comprenant des Noirs libres, des Mosquitos et d'autres d'ascendance mixte. Tout cela aurait selon certains conduit à une certaine "créolisation" de Despard.
Pendant la guerre d'indépendance américaine, Despard s'est distingué par des raids maritimes sur le royaume espagnol du Guatemala. Il combat aux côtés d'Horatio Nelson (et atteint le grade de capitaine) lors de l'expédition de San Juan en 1780. Deux ans plus tard, il commande la force britannique qui, lors de la bataille de la Rivière Noire, récupère les colonies britanniques sur la côte Mosquito des Espagnols, pour lesquelles il reçut une mention royale et le grade de colonel.  Tout en menant des missions de reconnaissance, Despard travailla de nouveau intimement avec les Mosquitos afro-indiens  Olaudah Equiano, un ancien esclave qui avait vécu parmi eux dans les années 1770, rapporta que « Ces Indiens vivent dans une égalité presque parfaite, et il n'y a ni riches ni pauvres parmi eux. Ils ne s'efforcent pas d'accumuler, et le grand effort inlassable que l'on trouve dans nos sociétés civilisées leur est inconnu".

## «Sans distinction de couleur»: surintendant de la baie du Honduras

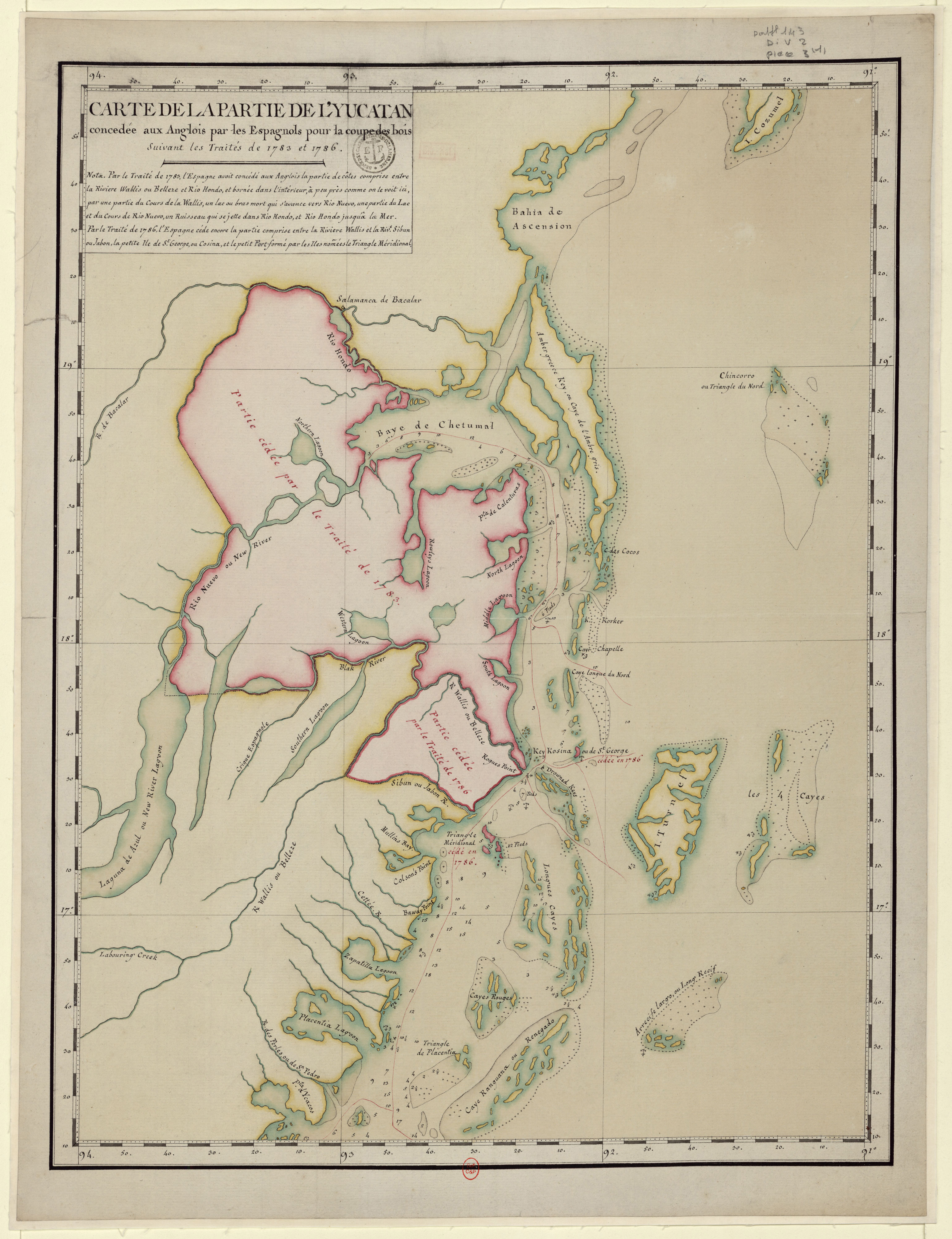
Territoire concédé par l'Espagne aux colons britanniques pour la coupe du bois

Après la paix de Paris qui a conclu la guerre en 1783, Despard a été nommé surintendant des concessions britanniques pour la coupe de bois de dans la baie du Honduras (Belize actuel). Despard cherchait à loger des sujets britanniques, les "shoremen", déplacés lors de l'évacuation convenue avec les Espagnols (Convention de Londres 1786) de la côte Mosquito. Au grand désarroi des "baymen" établis (bûcherons esclavagistes), Despard l'a fait sans "aucune distinction d'âge, de sexe, de caractère, de respectabilité, de propriété ou de couleur". Il a distribué des terres par loterie dans laquelle, comme le pointaient les baymen dans leur pétition à Londres, "le mulâtre le plus vil ou le nègre libre a une chance égale",. Despard a également mis de côté des terres pour un usage commun et a cherché à maintenir les prix des denrées alimentaires bas « pour les plus pauvres ».
À la suggestion du ministre de l'Intérieur, Lord Sydney, qu'il était inconvenant de mettre "les colons aisés et les personnes d'une description différente, en particulier les personnes de couleur" sur un "pied d'égalité", Despard a répondu "les lois d'Angleterre ... ne connaissent pas une telle distinction". (Il avait, sur le même principe, annulé une loi locale excluant les marchands juifs de la Baie). Les baymen font valoir leurs réclamations, notamment qu'en vertu de la "constitution de Despard", les "nègres en servitude, observant le statut maintenant élevé de leurs frères d'hier [les Noirs libres et maintenant propriétaires parmi les shoremen] seraient incités à se révolter, et la colonie ruinée ». En 1790 le successeur de Sydney, Lord Grenville, rappelle Despard à Londres,.
Despard a fourni à Grenville un rapport de 500 pages dans lequel il qualifiait les baymen d'"aristocratie arbitraire". Il étayait cela par les résultats de l'élection de la magistrature à laquelle il s'était présenté peu de temps avant son départ, remportant une écrasante majorité sur une participation sans précédent. Mais « la cause de la représentation électorale n'a pas touché la corde sensible de Grenville » : il avait acheté son propre siège au Parlement et avait exercé les fonctions de Secrétaire en chef pour l'Irlande sans être persuadé de l'urgence d'étendre le vote aux catholiques.
Dans la baie, le travail de Despard a été défait. Dans les années 1820, la colonie compterait sept castes juridiquement distinctes en fonction de la couleur de la peau.

## Catherine Despard, mariage "mixte"
Avant de quitter la baie, en 1790, Despard avait épousé Catherine, la fille d'une femme noire libre de Kingston, en Jamaïque. Il est arrivé à Londres avec elle et leur jeune fils, James, comme sa famille reconnue. Il n'y avait guère de précédent en Angleterre pour ce qui était considéré comme un mariage « métis ». Pourtant, leur mariage ne semble pas avoir été publiquement contesté.
Lorsqu'à la suite de l'arrestation de Despard en 1798, le gouvernement chercha à discréditer les intercessions articulées de Catherine en faveur de son mari, ils pensèrent qu'il suffisait d'observer qu'elle était du « beau sexe ». A la chambre des communes le député irlandais John Courtenay lut une lettre de Catherine dans laquelle elle décrivit son mari comme détenu "dans une cellule sombre, ne faisant même pas sept pieds carrés, sans feu, ni bougie, chaise, table, couteau, fourchette, vitre ou même un livre". En réponse, le procureur général Sir John Scott a suggéré que Catherine était utilisée comme porte-parole par des subversifs politiques : "c'était une lettre bien écrite, et le beau sexe lui pardonnerait s'il disait que c'était un peu au-delà de leur style en général".
Au moment de l'arrivée des Despard à Londres, la vertu des mariages mixtes était défendue par Olaudah Equiano. Equiano faisait des tournées avec son récit autobiographique et abolitionniste The Interesting Narrative of the Life of Olaudah Equiano. Lui-même marié à une Anglaise, Equiano demanda : « Pourquoi ne pas établir des mariages mixtes chez nous, et dans nos colonies, et encourager l'amour ouvert, libre et généreux, selon le plan large et étendu de la Nature, subordonné uniquement à la rectitude morale, sans distinction des couleurs de peau ? » 
La prochaine génération de Despards a nié le mariage d'Edward et de Catherine. Les mémoires de famille faisaient référence à Catherine comme sa "femme de ménage noire" et "la pauvre femme qui se disait sa femme".

## Irlandais radical à Londres

### "Le règne de terreur" de Pitt
Sans autre commission et après avoir été poursuivi par ses ennemis dans la baie avec des procès, à Londres Despard se trouva enfermé pendant deux ans dans une prison pour dettes. Il y lit les Rights of Man de Thomas Paine. Réponse aux Réflexions sur la Révolution en France d'Edmund Burke, c'était une justification du "principe sauvage et nivelant de l'égalité universelle" qu'il était accusé d'avoir appliqué dans la Baie.
Au moment où Despard a été libéré de la prison de King's Bench en 1794, Paine avait été contraint de se réfugier dans la nouvelle République française, avec laquelle la Couronne britannique était maintenant en guerre, et en Grande-Bretagne et en Irlande, certains de ses admirateurs les plus ardents commençaient à envisager le coup de force comme option pour conquérir le suffrage universel et des parlements annuels.
En octobre 1793, une convention britannique à Édimbourg, à laquelle assistaient des délégués de sociétés correspondantes anglaises, fut dissoute par les autorités sous l'inculpation de sédition. Joseph Gerrald et Maurice Margarot de la London Corresponding Society et leur hôte Thomas Muir de la Society of the Friends of the People ont été condamnés à quatorze ans de déporation. Lorsqu'en mai 1794 une tentative d'inculper le député radical anglais John Horne Tooke pour trahison échoue auprès d'un jury, le ministère de William Pitt (cousin de Grenville) prolonge la suspension de l'Habeas Coprus (qui fut au total suspendue pendant huit mois).
À l'été 1795, des foules criant "Pas de guerre, pas de Pitt, du pain bon marché" ont attaqué la résidence du Premier ministre à Downing Street et ont entouré le roi en procession vers le Parlement. Il y a également eu une émeute à Charing Cross sur les lieux de laquelle Despard a été détenu et interrogé, ce qu'un magistrat a suggéré que Despard aurait pu éviter s'il n'avait pas, en donnant son nom, utilisé le "titre incorrect" de "citoyen". En octobre, le gouvernement a introduit les "lois sur le bâillonnement" ( loi sur les réunions séditieuses et loi sur la trahison ), qui interdisaient les rassemblements "séditieux" et faisaient même de la "contemplation" de la force une infraction de trahison,.

### United Britons
Despard rejoint la London Corresponding Society (LCS) et est rapidement engagé dans son comité central. Il a également fait la promesse des United Irish (ou " Test ") "d'obtenir une représentation égale, pleine et adéquate de tout le peuple d'Irlande" dans un parlement souverain à Dublin. À cette époque le mouvement irlandais se tournait de plus en plus vers la perspective d'une insurrection appuyée par les Français, et était représenté au LCS et dans d'autres cercles radicaux à Londres par les frères Arthur et Roger O'Connor, et par Jane Greg,.
Au cours de l'été 1797, James Coigly, un prêtre catholique qui avait pris de l'importance parmi les Irlandais unis pendant les troubles d'Armagh, arriva de Manchester où il avait administré comme test pour les «Anglais unis» un serment de «supprimer le diadème et ôter la couronne ... [pour] exalter celui qui est bas et abuser de celui qui est haut ». A Londres, Coigly a rencontré les principaux membres irlandais du LCS. En plus de Despard, ceux-ci comprenaient le président de la société Alexander Galloway et les frères Benjamin et John Binns . Des réunions ont eu lieu à Furnival's Inn, Holborn, où, se réunissant sous le nom de "United Britons", des délégués de Londres, d'Ecosse et des régions se sont engagés "à renverser le gouvernement actuel et à rejoindre les Français dès qu'ils débarqueront en Angleterre". "  (en décembre 1796 seules les intempéries avaient empêché un important débarquement français en Irlande ).
Il semble que Despard occupait "une position charnière entre les républicains britanniques et la France". En juin 1797, un informateur du gouvernement rapporta qu'une délégation irlandaise unie, voyageant en France via Londres, avait demandé à Despard les documents nécessaires,.
En décembre 1797, Coigly revint de France avec des nouvelles des plans français d'invasion, mais le 28 février 1798, alors qu'il cherchait à nouveau à traverser la Manche dans un groupe de cinq, lui et Arthur O'Connor furent arrêtés. O'Connor, capable d'appeler Charles James Fox, Richard Brinsley Sheridan et Henry Grattan pour sa défense, est acquitté. Coigly avait été pris avec une lettre au Directoire français des Britanniques unis a été reconnu coupable de trahison et pendu en juin. Alors que sa suggestion d'un mouvement de masse amorcé pour l'insurrection avait été à peine crédible, c'était une preuve suffisante de l'intention d'inviter et d'encourager une invasion française.
Despard, qui lors de son procès Coigly avait admis avoir rencontré, est resté en contact avec United Irishman Valentine Lawless, a été signalé comme fréquentant des conclaves séditieux dans diverses brasseries à Londres.

### Emprisonnement
Le gouvernement s'en prit à la London Corresponding Society. Le 10 mars, Despard fut détenu dans ses appartements à Soho, où le Times a rapporté qu'il avait été retrouvé au lit avec "une femme noire" (sa femme, Catherine). Avec une trentaine d'autres personnes, il fut détenu sans inculpation à Coldbath Fields, une prison de haute sécurité récemment reconstruite à Clerkenwell. Despard, malgré les efforts de pression de Catherine, fut détenu pendant trois ans.
D'autres mesures répressives ont suivi. Les sociétés de correspondance ont été dissoutes et les lois sur les combinaisons de 1799 et 1800 ont criminalisé l'activité syndicale parmi les travailleurs.

### Retour en Irlande et engagement renouvelé
Les hostilités avec la France étant suspendues par le traité d'Amiens, Despard, qui n'avait pas été inculpé, est libéré en mai 1802. Rien n'indiquait qu'il avait l'intention de reprendre son activité séditieuse - en prison, il avait demandé une déportation volontaire. Mais il retourne en Irlande où il rencontre William Dowdall, récemment libéré de Fort George en Ecosse. Avec Thomas Russell et d'autres prisonniers d'État, Dowdall avait été en contact avec les jeunes militants Robert Emmet et William Putnam McCabe qui étaient déterminés à réorganiser les United Irishmen sur une stricte base militaro-conspiratrice. Les membres seraient choisis personnellement par ses officiers réunis en tant que directoire exécutif. Le but immédiat de la société reconstituée était, en même temps que des soulèvements simultanés en Irlande et en Angleterre, de solliciter à nouveau une invasion française.
Despard a peut-être aussi été influencé par ce qu'il a observé dans son comté natal du Queens. Des informateurs du gouvernement rapportaient que si la rébellion qui avait éclaté en 1798 avait été « réprimée », elle n'avait « en aucun cas été supprimée ». L'incendie n'est qu'étouffé".
Pendant ce temps, en Angleterre, l'afflux de réfugiés d'Irlande, la réaction de colère des travailleurs aux Combination Acts et la protestation continue contre les pénuries alimentaires ont encouragé une organisation renouvelée parmi les anciens conspirateurs.

## Procès pour trahison
Le 16 novembre 1802, peu de temps après avoir revu Dowdall  (qui à son retour en Irlande, avait parlé ouvertement d'un complot insurrectionnel à Londres, lors d'un dîner)  Despard est arrêté. Il a été arrêté alors qu'il assistait à une réunion de 40 ouvriers à la taverne Oakley Arms à Lambeth. Enchaîné pour être interrogé par le Conseil privé le lendemain, il est accusé de haute trahison . Des informateurs du gouvernement l'ont désigné comme le meneur d'un complot des Britanniques unis visant à assassiner le roi George III et à s'emparer de la Tour de Londres et de la Banque d'Angleterre. Despard a été poursuivi par le procureur général Spencer Perceval, devant Lord Ellenborough, le Lord Chief Justice dans une commission spéciale le lundi 7 février 1803.

## Exécution
Avec l'aide de Nelson, Catherine Despard fait appel à la clémence auprès du Premier ministre et du roi, mais n'obtient qu'une renonciation aux rites d'éviscération alors déjà archaïques.
Edward Despard et six co-accusés, John Francis, John Wood, James Sedgewick Wrattan, Thomas Broughton, Arthur Graham et John Macnamara, ont été pendus et décapités sur le toit de la guérite de Horsemonger Lane Gaol le 21 février 1803. Les autorités avaient craint une manifestation publique. Les gendarmes ont reçu l'ordre de surveiller "tous les pubs et autres lieux de prédilection des mécontents", et le gardien de la prison a reçu une fusée à lancer comme signal à l'armée en cas de problème. Pendant le procès, des foules étaient venues chaque nuit entourer la prison et il avait été difficile de trouver des ouvriers prêts à construire l'échafaudage.
Despard avait refusé de recevoir la bénédiction d'un prêtre. Il soutenait que si "les manifestations extérieures de culte étaient utiles à des fins politiques (...) les opinions des ecclésiastiques, des dissidents, des quakers, des méthodistes, des catholiques, des sauvages ou même des athées se valaient toutes".

Avec le nœud coulant autour du cou, Despard s'avança jusqu'au bord de la plate-forme et s'adressa à une foule estimée à vingt mille personnes (ce qui fut, jusqu'aux funérailles de Lord Nelson après la bataille de Trafalgar, le plus grand rassemblement dont Londres avait été témoin). Catherine l'a possiblement aidé à préparer ce discours.
Citoyens, je viens ici, comme vous le voyez, après avoir servi mon pays fidèlement, honorablement et utilement, pendant trente ans et plus, pour subir la mort sur un échafaud pour un crime dont je proteste que je ne suis pas coupable. Je déclare solennellement que je n'en suis pas plus coupable que n'importe lequel d'entre vous qui peut m'entendre en ce moment. Mais bien que les ministres de Sa Majesté sachent aussi bien que moi que je ne suis pas coupable, ils se prévalent pourtant d'un prétexte légal pour détruire un homme, parce qu'il a été ami de la vérité, de la liberté et de la justice.
[un hourra considérable de la foule]
parce qu'il a été l'ami des pauvres et des opprimés. Mais, Citoyens, j'espère et j'ai confiance, nonobstant mon sort et celui de ceux qui sans doute me suivront bientôt, que les principes de liberté, d'humanité et de justice triompheront enfin du mensonge, de la tyrannie et de l'illusion, et tout principe contraire aux intérêts du genre humain.
[un avertissement du shérif]

 Je n'ai rien de plus à ajouter, si ce n'est pour vous souhaiter à tous la santé, le bonheur et la liberté, que je me suis efforcé, dans la mesure de mes moyens, de vous procurer, ainsi qu'à l'humanité en général.
Après que Despard ait été pendu et son corps décapité, le bourreau a tenu la tête par les cheveux à la vue de la population et s'est exclamé "C'est la tête d'un traître, Edward Marcus Despard".

## Épilogue
Le dernier service de Catherine Despard à son mari était d'insister sur son droit héréditaire d'être enterré à St Faith's dans la ville de Londres, un ancien cimetière qui avait été englobé dans les murs de la cathédrale Saint-Paul, une campagne qu'elle a remportée malgré les protestations du Lord Maire de Londres auprès du gouvernement. Le jour des funérailles (tenues le 1er mars pour permettre à leur fils James servant dans l'armée française de revenir de Paris), une foule a défilé depuis leur dernière résidence à Lambeth, à travers Blackfriars Bridge, jusqu'à St Paul's, après quoi elle s'est dispersée en silence.
Jean-Gabriel Peltier évoque la mort de Despard lors de la publication du procès à Londres que lui avait intenté, pour les articles de ses journaux, le Consul Napoléon Bonaparte. Le commencement du procès a lieu à l'heure de l'exécution, mais les deux évènements n'ont pas de rapport.
Après sa mort, il y a eu un rapport selon lequel Catherine Despard aurait été prise sous la "protection" de Lady Nelson. Le député Sir Francis Burdett, qui avec Horne Tooke avait aidé à la défense, a aidé à organiser une pension. Elle a passé quelque temps en Irlande, invitée de Valentine Lawless, 2e baron Cloncurry qui avait été détenu avec Despard en 1798. Catherine Despard est décédée à Somers Town, Londres, en 1815.
Leur fils James est retourné en Grande-Bretagne après les guerres napoléoniennes. La dernière trace de lui dans les archives familiales est un épisode raconté par le général John Despard, le frère aîné d'Edward, qui sortait d'un théâtre londonien lorsqu'il entendit un conducteur de calèche appeler le nom de famille. Il se dirigea vers la voiture qu'il supposait être la sienne, "et apparut un créole flashy et une jeune femme flashy sur son bras, et ils y montèrent tous les deux." 

## Dans la culture populaire
Le célèbre musée de cire Madame Tussauds à Londres a présenté une effigie d'Edward Despard, l'utilisant comme l'un des premiers criminels britanniques à figurer dans sa "salle adjacente", maintenant connue sous le nom de chambre des horreurs.
Despard apparaît comme un personnage dans la cinquième série (2015) du drame télévisé britannique populaire Poldark, joué par Vincent Regan. Le scénario est basé sur les romans historiques de Winston Graham.